# Siruela
Siruela ist ein Ort und eine Gemeinde (municipio) mit 1.771 Einwohnern (Stand: 2024) im Nordosten der spanischen Provinz Badajoz in der Autonomen Gemeinschaft Extremadura. 

## Lage
Siruela liegt ca. 160 Kilometer östlich von Mérida in einer Höhe von ca. 520 m in der Sierra de Pela. Der nordöstliche Teil der Embalse de Serena (Stausee des Río Gualemar) befindet sich hier im Norden und Westen der Gemeinde. Das Klima im Winter ist gemäßigt, im Sommer dagegen warm bis heiß; die eher geringen Niederschlagsmengen (ca. 575 mm/Jahr) fallen – mit Ausnahme der nahezu regenlosen Sommermonate – verteilt übers ganze Jahr.

## Bevölkerungsentwicklung
| Jahr      | 1970 | 1981 | 1991 | 2001 | 2011 | 2021 |
| Einwohner | 3583 | 2512 | 2548 | 2441 | 2170 | 1852 |

Der deutliche Bevölkerungsrückgang seit den 1950er Jahren ist im Wesentlichen auf die Mechanisierung der Landwirtschaft, die Aufgabe bäuerlicher Kleinbetriebe und den damit einhergehenden Verlust an Arbeitsplätzen zurückzuführen (Landflucht).

## Wirtschaft
Während das Umland über Jahrhunderte in hohem Maße landwirtschaftlich geprägt war und immer noch ist, ließen sich im Ort selbst auch Kleinhändler, Handwerker und Dienstleister aller Art nieder.

## Sehenswürdigkeiten
- Marienkirche (Iglesia de Nuestra Señora de Antigua)
- Herzogspalast von Fernán Núñez

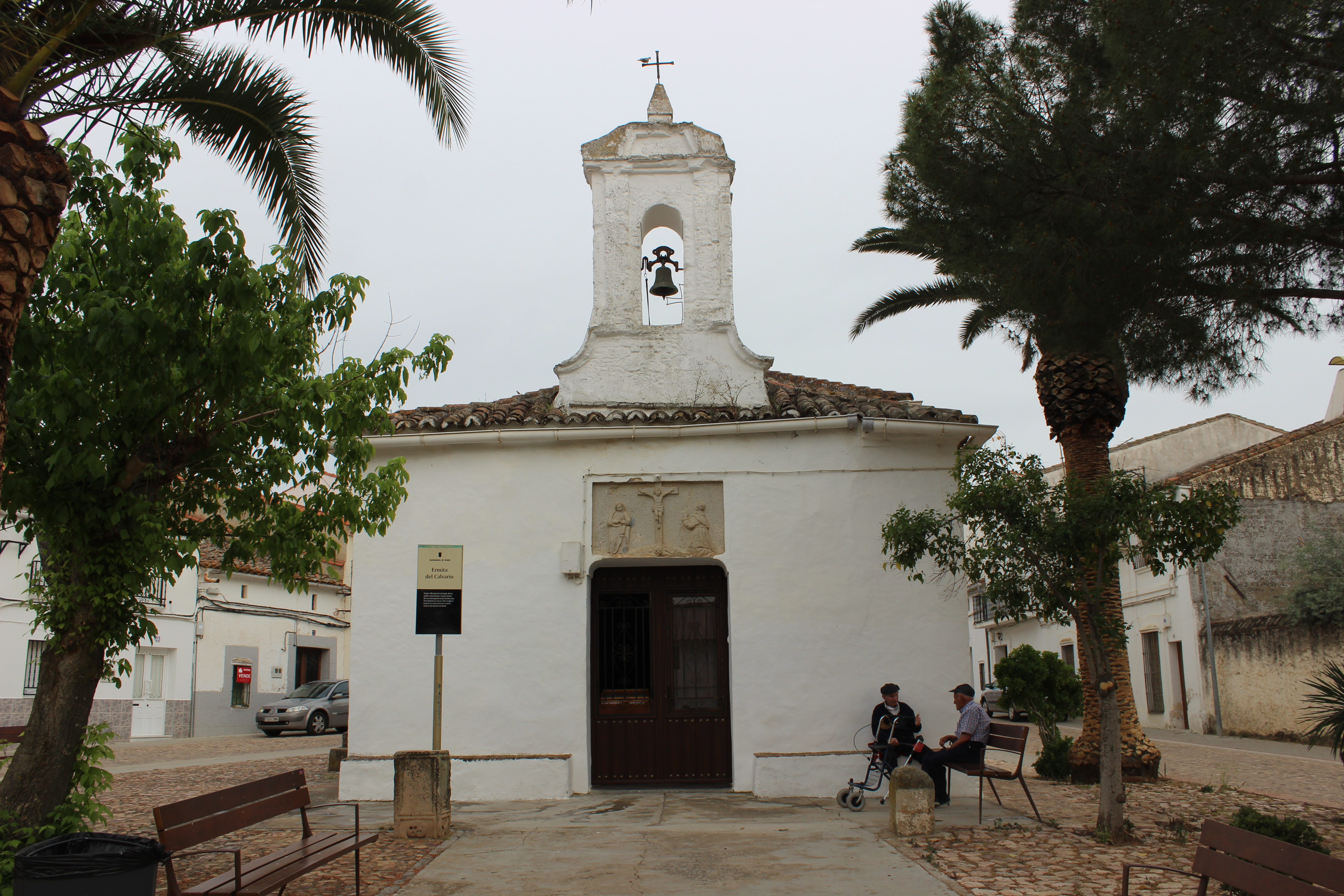
Christuskapelle
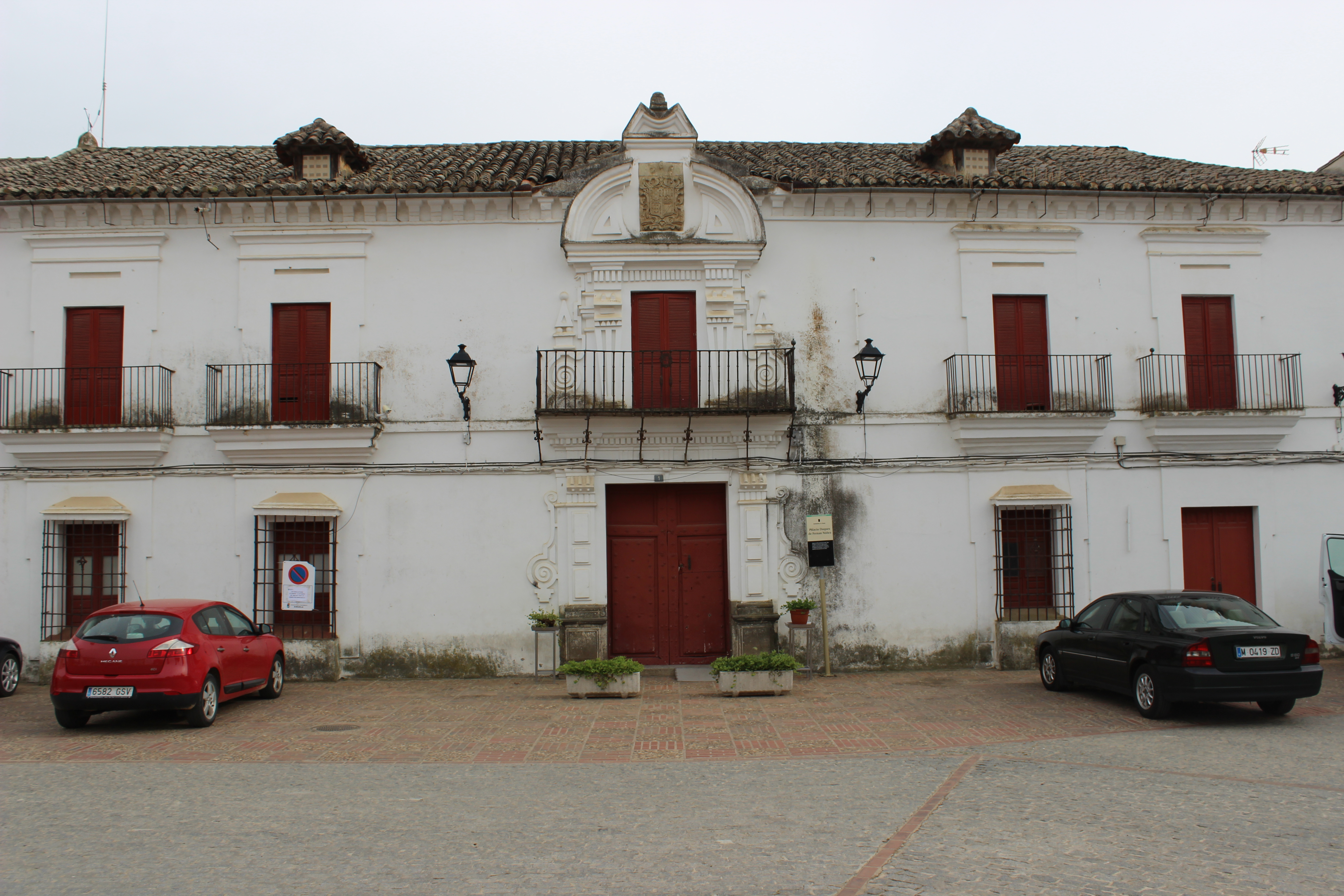
Herzogspalast
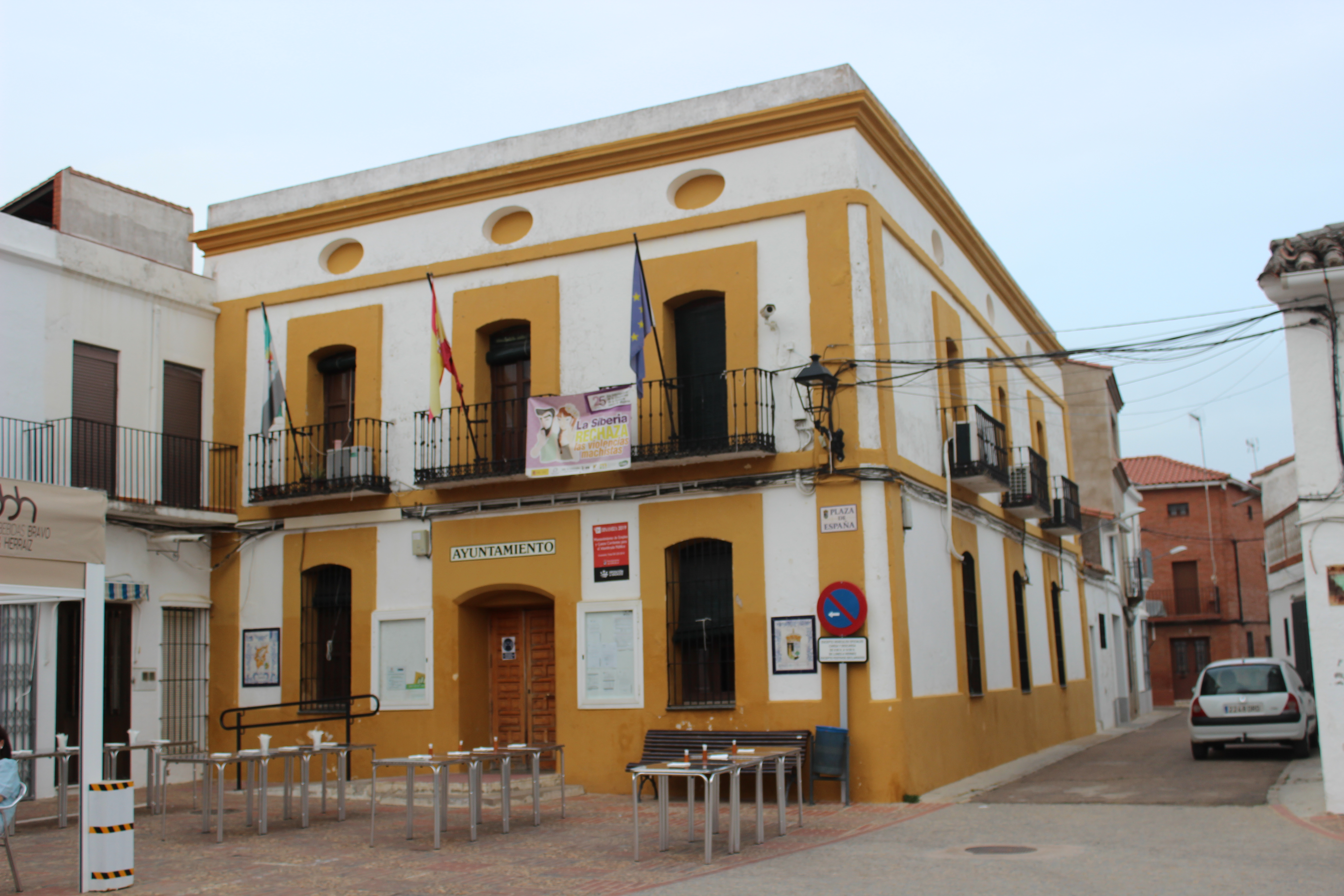
Rathaus

## Persönlichkeiten
- José Moreno Nieto (1825–1882), Arabist, Jurist und Politiker
- Miguel Núñez Borreguero (* 1987), Fußballspieler